# Садовая (Стародубский район)
Садовая — деревня в составе Гарцевского сельского поселения Стародубского района Брянской области.

## История
В 1964 году Указом Президиума ВС РСФСР деревня Кривошеи переименована в Садовую.

## Население
| 2010 | 2013 |
| ---- | ---- |
| 25   | ↘22  |